# Favoriten

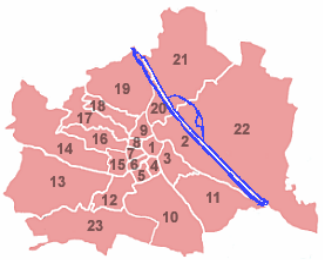
Wiens distrikt. Favoriten har nummer 10.

Favoriten är ett distrikt (tyska: Gemeindebezirk) i Österrikes huvudstad Wien. Wien är indelat i 23 distrikt och Favoriten har distriktsnummer 10.
Genom distriktet går Favoritenstrasse, som är dess huvudgata. I distriktet finns bland annat området Per-Albin-Hansson-Siedlung.
Antalet invånare är 212 300. Arean är 32 kvadratkilometer. Favoriten gränsar till distrikten Landstrasse, Simmering, Liesing, Meidling, Margareten och Wieden. 

## Källor

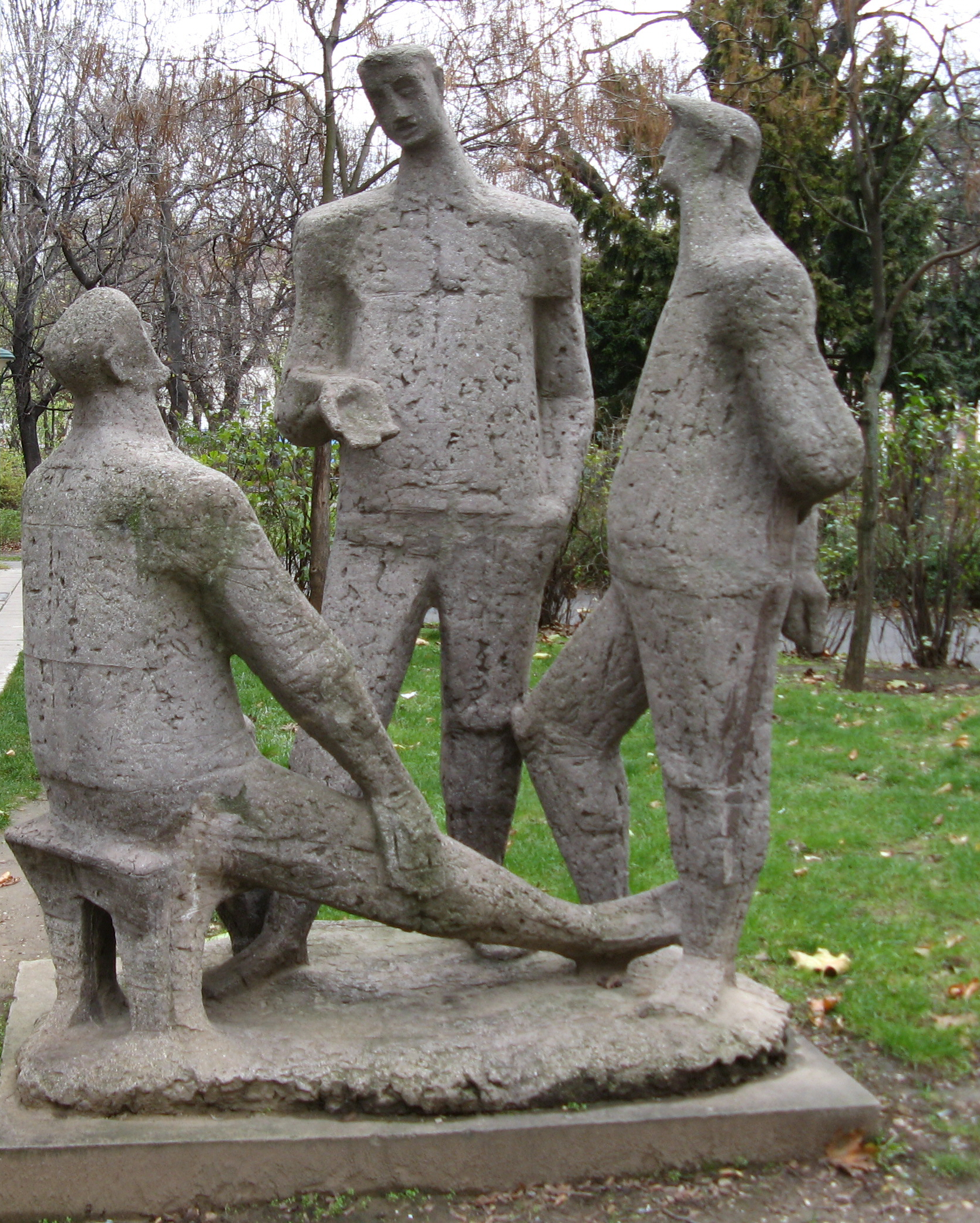
Diskussion, en skulptur i konststen från 1961 av Gottfried Buchberger, vid Arthaberplatz.